# 磨崖三十三観音 (郡山市)

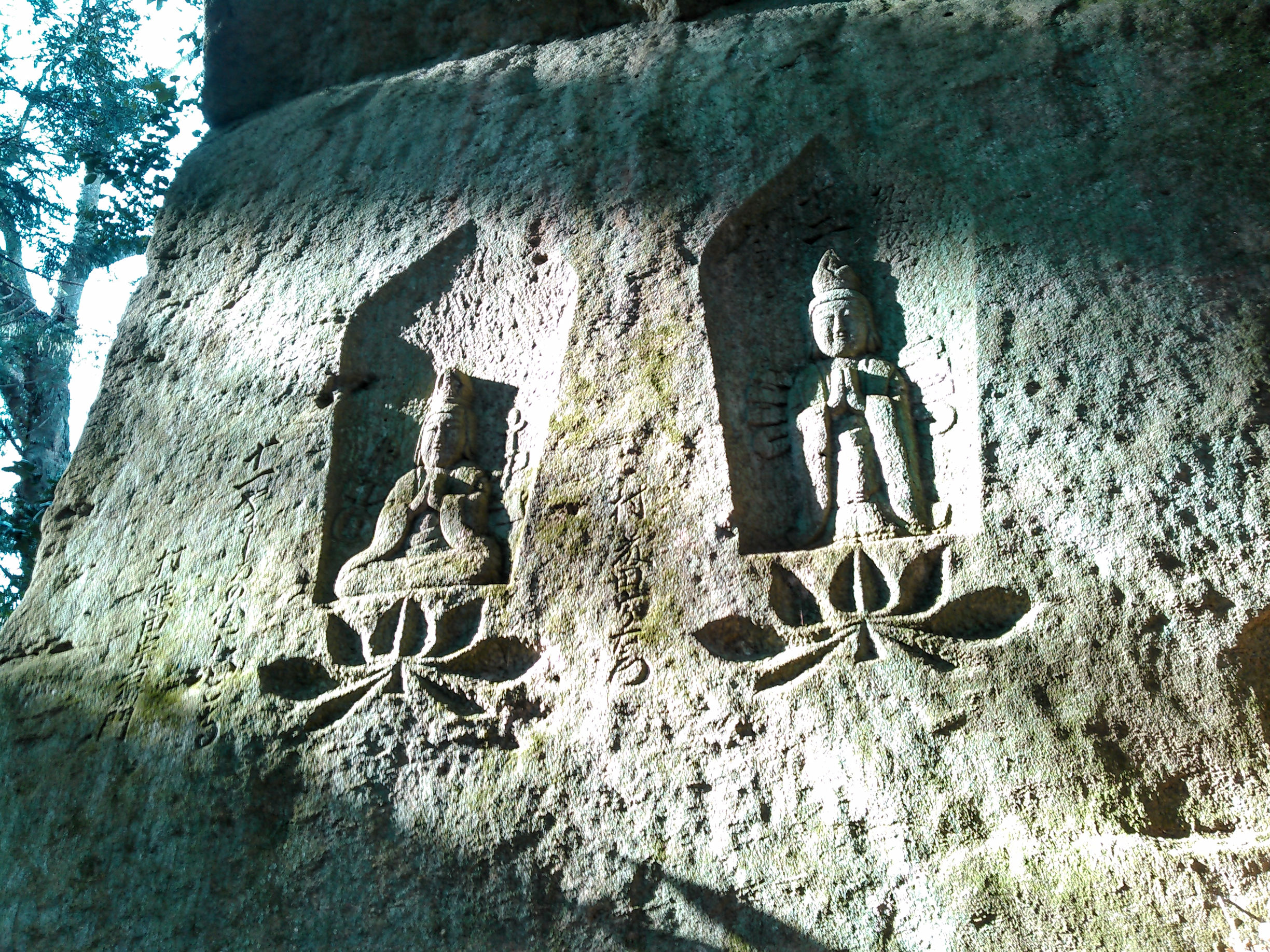
磨崖三十三観音

磨崖三十三観音（まがいさんじゅうさんかんのん）は、福島県郡山市田村町大供にある磨崖仏群の総称である。大供磨崖三十三観音とも呼ばれる。

## 概要
明治時代に編纂された「田村郷土史」によると1773年（安永2年）、悪性の疫病の流行で苦しんでいた大供村の庄屋、熊田宗右衛門が藤田友右衛門や藤田亦右衛門らと相談し、死者の冥福を祈るとともに村人の健康安全を願うため、西国三十三観音を黒石川沿いの岩壁に刻んだと伝えられる。全部で33の観音像が彫られている。
また、製作の際に当時の守山藩奉行、六崎亟助が賛同して観音を寄付したことから、以後、奉行と村人が旧暦の毎年3月17日に花見の宴を開く伝統が生まれ、現在でも続けられている。
なお、同じ田村町地区内にある「ザクの磨崖三十三観音」と比較すると、西国三十三観音を刻んだという共通点はあるものの、場所、時代、彫り方などは大きく異なる。
1968年（昭和43年）、郡山市指定重要有形文化財に指定された。

## 周辺
- 守山城跡 - 城山八幡神社から郡山市立守山小学校周辺

## 交通アクセス
国道49号から、いわき方面に向かって守山小学校の手前の道を左に入り、大供の集落を抜けて右側の幟枠がある道に入ってしばらく進むとある。車の場合、目の前の道は道幅が非常に狭く駐車できないので注意。
- JR東日本水郡線磐城守山駅から徒歩18分
- JR東日本郡山駅2番バス乗り場より旧国道経由蓬田行または馬場行で「守山小学校」停留所下車、徒歩14分
- 東北自動車道郡山南ICまたは磐越自動車道郡山東ICから車で20分